# Juan Antonio Melón
Juan Antonio Melón González (Mogarraz, Salamanca, 29 de marzo de 1758-Madrid, 17 de abril de 1843), también conocido como el abate Melón, fue un clérigo, erudito y escritor ilustrado español.

## Ascendientes
Su progenitor, Antonio Melón Acosta, era médico titular de la villa de Mogarraz. Su madre fue Ana González Bonilla, salmantina y lectora incansable. Sus abuelos por parte de padre eran Francisco Melón y Catalina de Acosta, vecinos y naturales de San Martín de Frailes, diócesis de Tuy (Galicia); por parte de madre eran Blas González y Tomasa Bonilla, vecinos de Salamanca y naturales del lugar de Morille, diócesis de dicha ciudad.

## Vida literaria
Se doctoró en Salamanca y fue vicerrector del Seminario Conciliar de esa diócesis. Pasó pronto a vivir a Madrid, donde conoció a Leandro Fernández de Moratín en 1781; serían amigos hasta la muerte. Ambos asistieron a la tertulia del helenista padre escolapio Pedro Estala en su celda.
El gobierno le encargó en 1787 la constitución de una colección de clásicos latinos, por lo que recorrió Europa en busca de los mejores textos, publicando al fin en Madrid en la Imprenta Real las obras completas de Cicerón en catorce tomos en 1797, con la clave de Ernesti, obra muy elogiada por Marcelino Menéndez Pelayo, pero que no tuvo continuidad. Ese mismo año fue nombrado individuo de la dirección del Fomento, vinculada a la Secretaría de Estado, y luego a la de Hacienda. En ese cometido se encargó de publicar en Madrid entre 1797 y 1808 el Semanario de Agricultura y Artes, dirigido a los Párrocos. En un principio su principal responsable fue él, pero a partir de 1805 se responsabilizaron del Semanario los profesores del Real Jardín Botánico: Francisco Antonio Zea, Claudio y Esteban Boutelou y Simón de Rojas Clemente.
Se dedicaba también a la química y a la investigación científica, y según su protector Godoy en sus Memorias, llegó a dirigir los primeros experimentos de producción de azúcar de remolacha. En 1805 se le dio destino de juez privativo de imprentas, y encargó la censura de libros a varios amigos, entre ellos Moratín y Pedro Estala, por lo que sus enemigos les denominaron desde entonces "el triunvirato", asociado a doctrinas rigurosamente neoclásicas. 

## Huida a Francia
Con José I fue jefe de sección afrancesado del Ministerio de Hacienda y compró bienes nacionales. Se refugió en Francia en la Gironda y luego en París, donde Moratín se reunió con él en 1818. En 1820 regresó a Madrid. En 1827 volvió a París, y de allí viajó a Inglaterra y Flandes.
A la muerte de Moratín en 1828, redactó su autobiografía, titulada Desordenadas y mal digeridas apuntaciones, que fue editada en 1868 por Ribadeneyra, con el cometido de documentar su amistad con el difunto para una biografía del mismo que pensaba escribir Manuel Silvela.
Todavía en 1836 cuenta Godoy que seguía en París, ya muy anciano. En 1840 medió para que Ramón Mesonero Romanos se entrevistara con Godoy. Murió en Madrid, en 1843. En su testamento dejó una manda para establecer una escuela primaria en su pueblo, Mogarraz. Escribió un interesante Epistolario a Moratín y fue también amigo de Francisco de Goya.